# Phaeophilacris bredoi
Phaeophilacris bredoi är en insektsart som beskrevs av Lucien Chopard 1942. Phaeophilacris bredoi ingår i släktet Phaeophilacris och familjen syrsor. Inga underarter finns listade i Catalogue of Life.